# 埼玉県名細村米軍機墜落事故
埼玉県名細村米軍機墜落事故（さいたまけんなぐわしむらべいぐんきついらくじこ）は、1955年（昭和30年）3月24日に、アメリカ軍のF-94戦闘機が、埼玉県入間郡名細村（現在の川越市）に墜落した事故である。

## 事故の詳細
1955年（昭和30年）3月24日、埼玉県のジョンソン基地（現在の入間基地）を離陸した米軍のF-94戦闘機が、午後2時40分頃、埼玉県入間郡名細村の上空を飛行中に、突然火を吹いて同村の下小坂地区に墜落した。墜落地点には民家が数軒あり、そのうちの1軒の庭先に事故機が激しく激突して大破炎上した。
墜落と同時に事故機に搭載されていたジェット燃料が周辺へ飛び散ったため、墜落地点のすぐ目の前にある民家1軒が瞬間的に火だるま状態になって燃え上がった。そしてこの民家の中にいた64歳の女性と、その孫の20歳の男性の2名が逃げる暇もなく焼死した。その他に、この民家の周りにいた者など5名が火傷を負った。
即座に消防団が駆けつけて消火活動を行ったものの、結局この火災は同家の2階建住居、納屋、長屋など合計4棟85坪を全焼し、土蔵2棟を半焼した上でようやく消火された。鎮火後、夜になり墜落現場の現場検証が始められたが、事故機は深さ約3メートルの地面まで突き刺さっており、同日の夜9時40分頃になって墜落地点の地面にめり込んでいた操縦席と思われる残骸の中から肉片を見つけたことから、パイロット2名も即死したものと結論付けられた。